# Das Fenster zum Hof (1998)
Das Fenster zum Hof ist ein US-amerikanischer Fernsehfilm von Jeff Bleckner aus dem Jahr 1998.
Grundlage der Filmhandlung stellen die Kurzgeschichte It Had to Be Murder des Krimi-Autors Cornell Woolrich aus dem Jahr 1942 und deren Verfilmung Das Fenster zum Hof (1954) durch Alfred Hitchcock dar.

## Handlung
Der äußerst erfolgreiche Architekt Jason Kemp ist mit seinem Auto in einen schweren Verkehrsunfall geraten und ist nun vom Kopf an abwärts gelähmt. Noch während des Krankenhausaufenthaltes lässt er ein dreistöckiges Apartment behindertengerecht umbauen, das er nach der Entlassung aus dem Krankenhaus bezieht. Mittels modernster Geräte, Computertechnik, Sprachsteuerung, Lichtschranken und Ähnlichem, die in der Wohnung verbaut sind, erreicht er eine weitgehende Autonomie. Außerdem stehen ihm noch zwei Pflegekräfte, Antonio und Alison, freundschaftlich zu Seite. Bei seiner Architektenarbeit, die er nun von zu Hause aus bewältigt, ist ihm seine neue Kollegin Claudia behilflich.
Sein neuer Alltag gestaltet sich teilweise recht langweilig. Er beginnt seine neuen Nachbarn, aus unterschiedlichen Fenstern seiner dreistöckigen Wohnung, zu beobachten. Eine der gegenüberliegenden Wohnungen wird von Bauarbeitern renoviert. In einer anderen Wohnung lebt ein schwules Pärchen, das gerne Partys ausrichtet. Einer der Nachbarn, ein junger Mann, schreibt stets am Computer. Eine reizende junge Frau zeigt sich, zu Jason Kemps Freude, des Öfteren recht freizügig. Und in der Wohnung unterhalb von der seinigen wohnt das Ehepaar Thorpe. Eines Tages wird er Zeuge eines Streites zwischen dem handgreiflichen werdenden Julian Thorpe und dessen Ehefrau Ilene Thorpe. Sofort verständigt Jason die Polizei, welche Julian Thorpe noch des Nachts aus der Wohnung entfernt. Doch bald darauf kehrt dieser zurück und in einer der darauffolgenden Nächte setzt sich der Streit fort. Diesmal kann Jason jedoch nicht eingreifen, denn er liegt schon im Bett. Den Streit nimmt er diesmal nur akustisch wahr.
Dennoch ist Jason überzeugt, dass Ilene Thorpe von ihrem Mann ermordet wurde. Der von Jason am nächsten Tag benachrichtigte Detective Charlie Moore zweifelt an dessen Mordtheorie. Aber tatsächlich ist Frau Thorpe nicht mehr in der Wohnung. Detective Moore befragt Mr. Thorpe, der den Streit zugibt, aber erklärt, dass seine Frau zu ihrer Schwester abgereist sei. Einige Nachbarn bezeugen Mrs. Thorpes Abreise, was dazu führt, dass Detective Moore endgültig davon überzeugt ist, dass Jason sich geirrt haben muss. Kurze Zeit später taucht Mrs. Thorpe wieder auf. Sie scheint sich mit ihrem Mann wieder versöhnt zu haben. Doch das Turteln und die offensichtliche ausgebrochene Harmonie zwischen Mr. und Mrs. Thorpe schaffen es nicht, Jasons Unbehagen zu besänftigen. Noch immer ist er davon überzeugt, dass Frau Thorpe tot ist, schließlich waren da die unheimlichen Geräusche.
Jasons Kollegin Claudia, die ihm glauben will, spioniert nun Julian Thorpe aus. Es beginnt ein tödliches Katz-und-Maus-Spiel, an dessen Ende des Rätsels Lösung steht. Ilene Thorpe ist tatsächlich nicht mehr in der Wohnung. Die Frau, die nun in der Wohnung lebt, ist deren Zwillingsschwester. Julian Thorpe wird am Ende des Filmes zwar verhaftet, dies aber nicht wegen des Mordes an Ilene Thorpe, denn ein solcher Mord ist ohne die Leiche nicht nachweisbar, sondern weil dieser auf das Treiben von Jason aufmerksam geworden war und daraufhin versucht hatte, Jason umzubringen. Ungeachtet dessen endet das Abenteuer für Jason glücklich. Die Querschnittlähmung hat Jasons Leben nicht zerstört und nicht beendet. Er hegt die Hoffnung, eines Tages wieder laufen zu können. Claudia, die ihm Glauben schenkte, hat sich in ihn verliebt und sie werden ein Liebespaar.

## Hintergrund
Der Film wurde von der Cambria Productions, der Haft Entertainment sowie der Hallmark Entertainment hergestellt. Gedreht wurde in New York City, New York sowie in Yonkers, New York.
Mit dem Film feierte Christopher Reeve nach seinem schweren Unfall sein Comeback als Schauspieler.
Erstmals wurde der Film am 22. November 1998 in den USA auf dem Fernsehsender ABC ausgestrahlt. Die australische Video-Veröffentlichung wurde von Paramount Pictures übernommen, welche Das Fenster zum Hof (1954) produziert hatte. In Deutschland lief er erstmals am 14. August 1999. Der Film wurde des Weiteren in England, Kanada, Schweden, Brasilien, Italien, Spanien, Griechenland, Dänemark und Ungarn veröffentlicht.

## Erfolge
Für seine schauspielerische Leistung erhielt Christopher Reeve den Filmpreis der Screen Actors Guild. Er war außerdem für den Golden Globe Award/Bester Nebendarsteller – Serie, Mini-Serie oder TV-Film nominiert. Daneben war David Shire für einen Emmy Award – Außerordentliche Musikkomposition einer Miniserie oder eines Filmes nominiert. Eine weitere Nominierung gab es für das Drehbuch beim Edgar Allan Poe Award.

## Medien
- DVD: Das Fenster zum Hof – SchröderMedia
- DVD: Rear Window – Prism Leisure